# William Temple (diplomat)

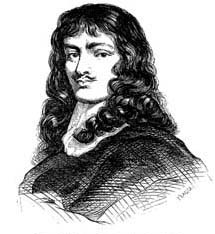
William Temple (diplomat)

William Temple, född den 25 april 1628 i London, död den 27 januari 1699 på Moor park i Surrey, var en brittisk statsman, son till sir John Temple (1600-1677), som var master of the rolls på Irland och medlem av Långa parlamentet. 
Temple vistades från 1655 hos sin far på Irland, blev 1660 medlem av konventionsparlamentet i Dublin och därefter av det ordinarie irländska parlamentet samt 1661 dettas kommissarie i London, dit han överflyttade 1663. 
Temple sändes 1665 till Münster för att förmå furstbiskopen Bernhard von Galen att mot subsidier bekriga Republiken Förenade Nederländerna. Temple avslöt fördrag därom med honom, men genom fransk påtryckning kom det ej till utförande. 
Samma år blev Temple, som upphöjts till baronet, brittisk resident i Bryssel, där han framgångsrikt verkade för ett gott förhållande till Spanien. Han bidrog även väsentligt till fredsslutet i Breda 1667 med Holland och dess allierade Frankrike och Danmark.
Temple knöt intim vänskap med Johan De Witt och åstadkom i samråd med denne 1668 den mot Ludvig XIV riktade trippelalliansen mellan England, Holland och Sverige, Temples förnämsta politiska bedrift.  
Vid freden i Aachen 1668 var han Englands ombud och blev därefter sändebud i Haag. När Karl II genom fördraget i Dover (1670) ställde sig i Frankrikes tjänst och sålunda avvek från Temples politik, drog denne sig tillbaka till privatlivet, även om han först i juni 1671 erhöll formligt avsked. 
Han levde därefter på sitt gods Sheen och sysselsatte sig med litterär verksamhet (han utgav flera politiska broschyrer om Irland, Nederländerna med mera). 
När Karl II måste ändra sin politik, inträdde Temple åter i statstjänst och avslöt 1674 fördraget i Westminster med Nederländerna. Han blev samma år åter minister i Haag samt inledde där de förhandlingar, som 1677 resulterade i Vilhelms av Oranien förmälning med Karls brorsdotter Maria. 
Vid sin återkomst (1679) från fredskongressen i Nijmegen avböjde Temple åter det flera gånger tidigare honom gjorda anbudet om en statssekreterarpost, men spelade dock för en kort tid en framträdande politisk roll som en bland konungens inflytelserikaste rådgivare. Han vann Karl II:s bifall till en djupgående reform av statsrådets sammansättning och inträdde i detta i hopp om att där kunna intaga en ledande ställning. 
För en sådan syntes han särskilt skickad genom sitt stora anseende som skicklig diplomat, sin fläckfria karaktär och särskilt en obesticklighet, som var sällsynt bland den tidens ledande män. Den i parlamentsförhållanden oerfarne Temple visade sig dock snart ej vara i stånd att leda parlamentsmajoriteten. 
Och då han fann, att konungen i viktiga fall handlade utan att rådfråga honom (särskilt vid upplösningen av parlamentet), drog han sig 1680 åter till Sheen (varifrån han 1686 flyttade till Moor park), infann sig sällan i London och förlorade småningom sitt inflytande. 
1680 invaldes han av Cambridge i underhuset, arbetade där emot, att hertigen av York skulle bli tronföljare, och blev därför 1681 av Karl II utstruken från listan av "privy councillors". Därmed slutade Temples politiska verksamhet. 
Den litterära fortsatte han ända till sin död. Jonathan Swift var från 1689 hans sekreterare. Vilhelm III uppmanade förgäves Temple att bli statssekreterare och inhämtade vid flera tillfällen hans råd i viktiga statsangelägenheter. Temple ligger begraven i
Westminster abbey. 
Bland Temples skrifter märks många essäer (om trädgårdsskötsel, gammal och modern lärdom och så vidare) samt Memoirs, delvis utgivna av Swift. De ingår i Life and works of sir John Temple (2 band, 1720; ny upplaga med Temples Letters i 4 band 1814). 